# Trogulus tingiformis
Espèce
Synonymes
- Trogulus gruberi Avram, 1971

Trogulus tingiformis est une espèce d'opilions dyspnois de la famille des Trogulidae.

## Distribution
Cette espèce se rencontre en Allemagne, en Autriche, en Italie, en Slovénie, en Croatie, en Bosnie-Herzégovine et en Roumanie.

## Description
Les mâles mesurent de 8,0 à 9,7 mm et les femelles de 9,7 à 11,1 mm.

## Systématique et taxinomie
Cette espèce a été décrite par C. L. Koch en 1847.
Trogulus gruberi a été placé en synonymie par Martens en 1978.

## Publication originale
- C. L. Koch, 1847 : Die Arachniden getreu nach der Natur abgebildet und beschrieben., J. L. Lotzbeck, Nürnberg, vol. 16, p. 1–80 (texte intégral).